# Miss Rosewood
|  | Denne artikel er oprettet af botten Steenthbot ud fra en ekstern database. Den kan derfor have sproglige fejl eller mangler. Denne skabelon kan fjernes efter kontrol af indholdet. |

Miss Rosewood er en dansk dokumentarfilm fra 2017 instrueret af Helle Jensen (filmskaber).

## Handling
Miss Rosewood er en selvudnævnt transgender-terrorist på New Yorks hardcore performance-scene, en omvandrende skandale på høje hæle, og den eneste kvinde i byen med balls nok til at tømme et kondom ud i håret på Leonardo DiCaprio. Ingen grænser er for fine at oversk(r)ide for den frygtløse missus, der spreder både skræk, rædsel, beundring og kropsvæsker til højre og venstre i et miljø, der ellers er vant til lidt af hvert. Men der er et følsomt og sympatisk menneske bag den tykke make-up, og hende har den danske instruktør Helle Jensen fundet ind til i en film, der ikke er bleg for selv at tage 'a walk on the wild side', men som også spadserer med Rosewood om backstage, hvor hun går under fødselsnavnet Jon Cory og har en familie, der har lært at forstå den persona, som hun udlever sine drømme og fantasier igennem (CPH:DOX' programtekst).